# AWA World Tag Team Championship
L'AWA World Tag Team Championship è stato il principale titolo della divisione tag team della federazione American Wrestling Association.
Il titolo fu attivo dal 1960, anno di fondazione della AWA, fino al 1991, quando la promozione chiuse i battenti.

## Storia
La NWA nacque nel maggio del 1960 da diversi territori fuoriusciti dalla National Wrestling Alliance. In uno di questi, rappresentato dalla NWA Minneapolis Wrestling and Boxing Club di proprietà di Verne Gagne, i detentori della versione di Minneapolis del NWA World Tag Team Championship erano Stan Kowalski e Tiny Mills, riconosciuti come campioni anche dalla AWA. Tuttavia entro agosto 1960, quando i due riconquistarono i titoli per una seconda volta, Kowalski e Mills furono incoronati come campioni inaugurali dell'AWA World Tag Team Title, con la federazione che smise di riconoscere il titolo NWA.
A cavallo degli anni '80, con la crescita della promozione, il titolo divenne uno dei riconoscimenti più importanti della categoria tag nel panorama statunitense. Sul finire del decennio, però, i lottatori della AWA iniziarono ad essere ingaggiati da World Wrestling Federation e Jim Crockett Promotions, le due principali federazioni di quel periodo. Questo portò nel 1990 alla chiusura della federazione e alla contestuale cessazione del titolo.

## Albo d'oro
| #  | Campione                                          | Regno | Data              | Giorni | Località                   | Evento                     | Note | Fonti  |
| -- | ------------------------------------------------- | ----- | ----------------- | ------ | -------------------------- | -------------------------- | --- | ------ |
| 1  | Stan Kowalski e Tiny Mils                         | 1     | 10 agosto 1960    | 55     | --                         | --                         | A Kowalski e Mills venne assegnato a tavolino il NWA World Tag Team Championship (Minneapolis version). Quando il territorio di Minneapolis, insieme con altri, lasciò la NWA per fondare la AWA, questa riconobbe i due come campioni inaugurali. |        |
| 2  | Hard Boiled Haggerty e Len Montana/Gene Kiniski   | 1     | 4 ottobre 1960    | 231    | Minneapolis, Minnesota     | House show                 | Montana si infortunò e il 18 marzo 1961 Haggerty scelse Kiniski come suo nuovo partner. Considerato come un unico regno. |        |
| 3  | Leo Nomellini e Wilbur Snyder                     | 1     | 23 maggio 1961    | 57     | Minneapolis, Minnesota     | House show                 | | [ 2 ]  |
| 4  | Hard Boiled Haggerty e Gene Kiniski               | 2     | 19 luglio 1961    | 20     | Saint Paul, Minnesota      | House show                 | | [ 3 ]  |
| —  | Vacante                                           | —     | 8 agosto 1961     | —      | —                          | —                          | Il titolo fu reso vacante in seguito allo split tra Haggerty e Kiniski |        |
| 5  | Hard Boiled Haggerty (3) e Bob Geigel             | 1     | 26 settembre 1961 | 51     | Saint Paul, Minnesota      | House show                 | Haggerty sconfisse Kiniski in un incontro per decretare il campione e scelse Geigel come suo partner. |        |
| 6  | Pat Kennedy e Dale Lewis                          | 1     | 16 novembre 1961  | 7      | Rochester, Minnesota       | House show                 | |        |
| 7  | Bob Geigel (2) e Otto Von Krupp                   | 1     | 23 novembre 1961  | 40     | Rochester, Minnesota       | House show                 | | [ 4 ]  |
| —  | Vacante                                           | —     | 2 gennaio 1962    | —      | —                          | —                          | Il titolo fu reso vacante in seguito ad un infortunio di Von Krupp. |        |
| 8  | Larry Hennig e Duke Hoffman                       | 1     | 15 gennaio 1962   | 29     | Saint Paul, Minnesota      | House show                 | In un torneo per riassegnare il titolo vacante, sconfiggendo in finale Ivan e Nikita Kalmikoff. | [ 5 ]  |
| 9  | Bob Geigel (3) e Stan Kowalski (2)                | 1     | 13 febbraio 1962  | 47     | Minneapolis, Minnesota     | House show                 | |        |
| 10 | Art Neilson e Stan Neilson                        | 1     | 10 aprile 1962    | 250    | Cincinnati, Ohio           | --                         | L'incontro tra i due team non avvenne mai, per cui si tratta di un cambio di titolo "fantasma" |        |
| 11 | Doug Gilbert e Dick Steinborn                     | 1     | 16 dicembre 1962  | 16     | Saint Paul, Minnesota      | House show                 | |        |
| 12 | Ivan Kalmikoff e Karol Kalmikoff                  | 1     | 1 gennaio 1963    | 231    | Minneapolis, Minnesota     | House show                 | |        |
| 13 | The Crusher e Dick the Bruiser                    | 1     | 20 agosto 1963    | 173    | Minneapolis, Minnesota     | House show                 | | [ 6 ]  |
| 14 | Moose Evans e Verne Gagne                         | 1     | 9 febbraio 1964   | 14     | Minneapolis, Minnesota     | House show                 | | [ 7 ]  |
| 15 | The Crusher e Dick the Bruiser                    | 2     | 23 febbraio 1964  | 342    | Saint Paul, Minnesota      | House show                 | | [ 8 ]  |
| 16 | Larry Hennig (2) e Harley Race                    | 1     | 30 gennaio 1965   | 175    | Minneapolis, Minnesota     | House show                 | |        |
| 17 | The Crusher (3) e Verne Gagne (2)                 | 1     | 24 luglio 1965    | 14     | Minneapolis, Minnesota     | House show                 | |        |
| 18 | Larry Hennig (3) e Harley Race (2)                | 2     | 7 agosto 1965     | 294    | Minneapolis, Minnesota     | House show                 | |        |
| 19 | The Crusher (4) e Verne Gagne (3)                 | 3     | 28 maggio 1966    | 223    | Minneapolis, Minnesota     | House show                 | | [ 9 ]  |
| 20 | Larry Henning (4)/Chris Markoff e Harley Race (3) | 3     | 6 gennaio 1967    | 301    | Chicago, Illinois          | House show                 | Henning si infortunò e il 1º novembre 1967 fu rimpiazzato da Markoff. Considerato come un unico regno. |        |
| 21 | Pat O'Connor e Wilbur Snyder (2)                  | 1     | 3 novembre 1967   | 29     | Chicago, Illinois          | House show                 | |        |
| 22 | Mitsu Arakawa e Dr. Moto                          | 1     | 2 dicembre 1968   | 392    | Chicago, Illinois          | House show                 | |        |
| 23 | The Crusher (5) e Dick the Bruiser (4)            | 4     | 28 dicembre 1968  | 245    | Chicago, Illinois          | House show                 | |        |
| 24 | Butcher Vachon e Mad Dog Vachon                   | 1     | 30 agosto 1969    | 623    | Chicago, Illinois          | House show                 | |        |
| †  | Karl Von Steiger e Kurt Von Steiger               | 1     | 23 febbraio 1971  | 23     | Portland, Oregon           | House show                 | Cambio di titolo non riconosciuto. |        |
| †  | Butcher Vachon e Mad Dog Vachon                   | 1(2)  | 18 marzo 1971     | 58     | Salem, Oregon              | House show                 | Non essendo riconosciuto il cambio di titolo precedente, questo regno è considerato una continuazione del precedente. |        |
| 25 | Red Bastien e Hercules Cortez/The Crusher (6)     | 1     | 15 maggio 1971    | 250    | Milwaukee, Wisconsin       | House show                 | Cortez morì in un incidente d'auto il 23 luglio 1971 e nell'agosto di quell'anno Bastien scelse come nuovo partner The Crusher. Considerato come un unico regno. |        |
| 26 | Nick Bockwinkel e Ray Stevens                     | 1     | 20 gennaio 1972   | 345    | Denver, Colorado           | House show                 | | [ 10 ] |
| 27 | Verne Gagne (3) e Billy Robinson                  | 1     | 30 dicembre 1972  | 7      | Minneapolis, Minnesota     | House show                 | |        |
| 28 | Nick Bockwinkel e Ray Stevens                     | 2     | 6 gennaio 1973    | 561    | Saint Paul, Minnesota      | House show                 | |        |
| 29 | The Crusher (7) e Billy Robinson (2)              | 1     | 21 luglio 1974    | 95     | Green Bay, Wisconsin       | House show                 | |        |
| 30 | Nick Bockwinkel e Ray Stevens                     | 3     | 24 ottobre 1974   | 296    | Winnipeg, Manitoba         | House show                 | |        |
| 31 | The Crusher (8) e Dick the Bruiser (5)            | 5     | 16 agosto 1975    | 342    | Chicago, Illinois          | House show                 | |        |
| 32 | Bobby Duncum e Blackjack Lanza                    | 1     | 23 luglio 1976    | 349    | Chicago, Illinois          | House show                 | |        |
| 33 | Jim Brunzell e Greg Gagne                         | 1     | 7 luglio 1977     | 443    | Winnipeg, Manitoba         | House show                 | |        |
| 34 | Pat Patterson e Ray Stevens (4)                   | 1     | 23 settembre 1978 | 256    | --                         | --                         | Il titolo fu assegnato ai due in seguito ad un infortunio di Brunzell. |        |
| 35 | Verne Gagne (4) e Mad Dog Vachon (3)              | 1     | 6 giugno 1979     | 410    | Winnipeg, Manitoba         | House show                 | |        |
| 36 | Adrian Adonis e Jesse Ventura                     | 1     | 20 luglio 1980    | 329    | Denver, Colorado           | House show                 | L'incontro fu vinto per forfeit, in quanto Gagne non si presentò all'incontro titolato. |        |
| 37 | Jim Brunzell e Greg Gagne                         | 2     | 14 giugno 1981    | 742    | Green Bay, Wisconsin       | House show                 | |        |
| 38 | Jerry Blackwell e Ken Patera                      | 1     | 26 giugno 1983    | 315    | Minneapolis, Minnesota     | House show                 | |        |
| 39 | The Crusher (9) e Baron von Raschke               | 1     | 6 maggio 1984     | 111    | Green Bay, Wisconsin       | House show                 | | [ 11 ] |
| 40 | Road Warrior Animal e Road Warrior Hawk           | 1     | 25 agosto 1984    | 400    | Las Vegas, Nevada          | House show                 | |        |
| 41 | Jimmy Garvin e Steve Regal                        | 1     | 29 settembre 1985 | 111    | Saint Paul, Minnesota      | House show                 | |        |
| 42 | Scott Hall e Curt Hennig                          | 1     | 18 gennaio 1986   | 119    | Albuquerque, Nuovo Messico | House show                 | L'incontro non è mai avvenuto, ma Hall e Hennig sono riconosciuti campioni in seguito alla partenza di Regal dalla federazione. | [ 12 ] |
| 43 | Buddy Rose e Doug Somers                          | 1     | 17 maggio 1986    | 255    | Hammond, Indiana           | AWA All-Star Wrestling     | Rose e Somers vinsero l'incontro per count-out e furono riconosciuti come nuovi campioni, nonostante questo finale non ammettesse un cambio di titolo. |        |
| 44 | Marty Jannetty e Shawn Michaels                   | 1     | 27 gennaio 1987   | 118    | Saint Paul, Minnesota      | House show                 | |        |
| 45 | Soldat Ustinov e Boris Zhukov/Doug Somers (2)     | 1     | 25 maggio 1987    | 139    | Lake Tahoe, Nevada         | House show                 | Zhukov lasciò la federazione per la WWF e nell'ottobre 1987 fu rimpiazzato da Somers. Considerato come un unico regno. | [ 13 ] |
| 46 | Bill Dundee e Jerry Lawler                        | 1     | 11 ottobre 1987   | 8      | Memphis, Tennessee         | Evento CWA                 | |        |
| 47 | Dr. D e Héctor Guerrero                           | 1     | 19 ottobre 1987   | 7      | Memphis, Tennessee         | Evento CWA                 | |        |
| 48 | Bill Dundee e Jerry Lawler                        | 2     | 26 ottobre 1987   | 4      | Memphis, Tennessee         | Evento CWA                 | |        |
| 49 | Dennis Condrey e Randy Rose                       | 1     | 30 ottobre 1987   | 58     | Whitewater, Wisconsin      | AWA Championship Wrestling | | [ 14 ] |
| 50 | Marty Jannetty e Shawn Michaels                   | 2     | 27 dicembre 1987  | 83     | Las Vegas, Nevada          | AWA Championship Wrestling | In seguito alla vittoria, Jannetty e Michaels iniziarono a difendere il titolo nel 1988, ma successivamente a una disputa tra Condrey e Verne Gagne riguardo ai pagamenti, il 24 gennaio 1988 il presidente della AWA Stanley Blackburn annunciò che l'esito dell'incontro titolato era stato rivisto e che ad ottenere la vittoria erano stati Condrey e Rose. Un primo spareggio tra i due team, il 15 febbraio 1988, terminò in parità, mentre il secondo, il 22 febbraio, vide vincere Jannetty e Michaels. I cambi di regno non sono però riconosciuti, per cui è considerato come un unico regno. | [ 15 ] |
| 51 | Paul Diamond e Pat Tanaka                         | 1     | 19 marzo 1988     | 371    | Las Vegas, Nevada          | AWA Championship Wrestling | |        |
| 52 | Ken Patera (2) e Brad Rheingans                   | 1     | 25 marzo 1989     | 177    | Rochester, Minnesota       | AWA Championship Wrestling | |        |
| —  | Vacante                                           | —     | 18 settembre 1989 | —      | —                          | —                          | Il titolo fu reso vacante in seguito ad un infortunio di Patera. |        |
| 53 | Wayne Bloom e Mike Enos                           | 1     | 1 ottobre 1989    | 314    | Rochester, Minnesota       | AWA Championship Wrestling | In un torneo per riassegnare il titolo vacante, sconfiggendo in finale Paul DIamond e Greg Gagne. |        |
| 54 | D.J. Peterson e The Trooper                       | 1     | 11 agosto 1990    | 123    | Rochester, Minnesota       | AWA Championship Wrestling | |        |
| —  | Disattivato                                       | —     | 1991              | —      | —                          | —                          | Il titolo fu disattivato con la chiusura della federazione. |        |